# جون غراهام (لاعب كرة قدم)
جون غراهام (بالإنجليزية: John Graham)‏ (1 يناير 1873 بنورثمبرلاند في المملكة المتحدة - ) هو لاعب كرة قدم بريطاني (وحمل سابقاً جنسية المملكة المتحدة لبريطانيا العظمى وأيرلندا) في مركز الهجوم. لعب مع مانشستر يونايتد.